# Marie Rose Messi
Marie-Rose Thérèse Odile Messi,  plus connue sous le nom de Marie Rose Messi, née en décembre 1954, est une haute fonctionnaire camerounaise. Elle occupe la fonction de directrice générale de la Société de Recouvrement de Créances du Cameroun depuis le 18 juin 2013.

## Biographie
Marie Rose Messi est née en décembre 1954 au Cameroun. Elle est titulaire d’une maîtrise en droit. Elle rejoint la Société de Recouvrement des Créances en 1990, une année après sa création. Elle y occupe d'abord le poste de sous-directeur du recouvrement, ensuite celui d'auditeur interne en 2005, avant d’être nommée directrice générale de ladite structure, par décret présidentiel, le 18 juin 2013. Elle remplace à ce poste Halilou Yerima Boubakari, affecté à la Commission bancaire de l’Afrique centrale (Cobac).
La Société de Recouvrement de Créances du Cameroun est l'entreprise publique chargée de la liquidation des établissements financiers et la gestion du patrimoine. En 2020, le Chef de l'État, Paul Biya réorganise la SRC et lui confie de nouvelles missions, parmi lesquelles le recouvrement des créances issues des condamnations pécuniaires prononcées par les tribunaux. Deux ans après le décret  présidentiel, la Directrice générale se donne pour défi de recouvrer dans un premier temps près de 20 milliards de FCFA.
Marie Rose Messi est mère de deux enfants.